# EBS 1TV
EBS 1TV(EBS 제1텔레비전, 교육방송 1)는 대한민국의 지상파 방송사인 EBS가 운영하는 공중파 텔레비전 방송 채널이다.

## 특징
1981년 2월 2일에 KBS 3TV를 개국했다. 개국할 당시에는 광고방송(상업광고방송)을 실시하지 못하여 1981년 2월 3일부터 1997년 8월 31일까지 16년동안 광고방송 없이 TV프로그램을 구성하였다. 이후 1997년 9월 1일, 광고방송을 개시하였다. KBS 2TV와 같이 TV 프로그램이 시작 및 끝나면서 종료되고 광고방송(상업광고방송)을 내보낸다. EBS 채널중 키즈채널과 함께 광고방송(상업광고방송)을 일체 하는 것이 특징이며 주말에는 영화를 방송한다. 광고방송(상업광고방송)이 송출되고 있는데 고정번호는 10-1번이다.

## 연혁

### 1980년대
- 1981년 2월 2일 : KBS 제3텔레비전 개국 및 컬러 방송 개시.
- 1981년 6월 2일 : 부산 황령산 송신소 KBS 교육라디오 방송 송출 개시 (주파수 107.7㎒)
- 1982년 4월 19일 : 유아 프로그램 텔레비전 유치원(현. 딩동댕 유치원)  방영 시작.
- 1987년 3월 1일 : 수도권 남산송신소 KBS3 송출 채널 UHF에서 VHF로 바뀌어 UHF 34번에서 VHF 13번으로 변경
- 1987년 5월 11일 : 평일 방송 시작을 오후 5시 30분에서 오후 4시 30분으로 변경.
- 1987년 5월 18일 : 평일 방송 시작을 오후 4시 30분에서 오후 4시로 변경.
- 1987년 5월 25일 : 평일 방송 시작을 오후 4시에서 오후 4시 30분으로 환원.
- 1989년 4월 17일 : TV 고교 가정학습 방송 실시.

### 1990년대
- 1990년 12월 27일 : 운영 주체 변경에 따라 한국교육개발원 부설 교육방송(EBS)으로 분리. EBS TV로 개칭
- 1990년 12월 27일 : 《방송통신대학 TV 강좌》방송개시  (월요일 - 토요일 밤 11시 40분 ~ 12시 10분, 일요일 밤 10시 30분 ~ 12시 까지, 현재 방송대학TV 프로그램)
- 1991년 2월 24일 : 《예술의 광장》 종영
- 1991년 3월 3일 : 《바둑교실》 방송 개시
- 1991년 9월 6일 : 《하나뿐인 지구》방송 개시
- 1991년 11월 7일 : 전국 지역 자체 송출 개시
- 1993년 3월 1일 : 《EBS 교육소식》 방송 개시
- 1994년 2월 27일 : 《방송통신대학 TV 강좌》방송종료 (월요일 - 토요일 밤 11시 40분 ~ 12시 10분, 일요일 밤 10시 30분 ~ 12시 까지, 현재 방송대학TV 프로그램)
- 1994년 2월 28일 : 《TV 방송대학》방송개시 (월요일 - 토요일 밤 11시 40분 ~ 12시 10분, 일요일 밤 10시 30분 ~ 12시 까지, 현재 방송대학TV 프로그램)
- 1995년 8월 28일 : 《EBS 교육소식》에서 《EBS 교육문화소식》으로 명칭 변경
- 1995년 8월 30일 : 《EBS 문화센터》방송 개시
- 1996년 3월 3일 : 광고방송(상업광고방송) 중단.[4]
- 1996년 3월 4일 : 월요일 ~ 토요일 밤 12시 10분부터 익일 새벽 1시까지 평일 심야 방송 개시
- 1996년 3월 4일 : 수능특강 방송 개시 (월요일 - 금요일 밤 10시 10분 ~ 10시 55분[5], 밤 10시 55분 ~ 11시 40분 까지[6], 현재 EBS 플러스 1 프로그램)
- 1996년 3월 4일 : 수능특강  생방송《언어영역》방송 개시 (토요일 밤 10시 10분 ~ 10시 55분(1부), 밤 10시 55분 ~ 11시 40분(2부) 까지, 현재 EBS 플러스 1 프로그램)
- 1996년 3월 9일 : 일요일 밤 12시부터 익일 새벽 1시까지 주말 심야 방송 개시.
- 1996년 11월 11일 : 월요일 심야방송 20분 축소.
- 1997년 1월 12일 : 《장학퀴즈》<서울 경기고등학교 편>  방송 개시[7]
- 1997년 2월 27일 : 한국교육방송원 설립
- 1997년 2월 27일 : 《EBS 문화센터》 수~목 오후 마지막 방송
- 1997년 3월 1일 : 《딩동댕 유치원》 월~토 오후 마지막 방송
- 1997년 3월 3일 : 《EBS 교육문화소식》에서 《EBS 교육문화뉴스》로 명칭 변경, 《EBS 문화센터》평일 월~금 09:00 방송시간 변경,《딩동댕 유치원》월~토 09:35 방송시간 변경, 오전 9시부터 낮 12시까지 평일 오전 방송 개시, 평일 오후 방송 시작을 오후 4시 30분에서 3시 30분으로 변경, 월요일 심야 방송을 익일 새벽 1시까지 환원
- 1997년 3월 3일 : 《중학방송교재》3학년 TV 방송개시 (현재 EBS 플러스 2 프로그램)
- 1997년 3월 3일 : 《고교필수특강》 (고1,고2 - 내신) 방송개시 변경  (월요일 ~ 금요일 밤 10시 30분 ~ 11시 까지[8], 현재 EBS 플러스 1 프로그램 )
- 1997년 3월 3일 : 수능특강 (지상파 편성에 한함)방송시간 변경 (월요일 - 금요일 밤 11시 ~ 12시 30분 까지[9], 현재 EBS 플러스 1 프로그램)
- 1997년 3월 3일 : 《TV 방송대학》방송시간 변경  (월요일 - 토요일 밤 12시 30분 ~ 새벽 1시, 일요일 밤 11시 30분 ~ 월요일 새벽 1시 까지, 현재 방송대학TV 프로그램)
- 1997년 3월 8일 : 수능특강  생방송《언어영역》방송시간 변경  (토요일 밤 9시 ~ 10시 20분 까지, 현재 EBS 플러스 1 프로그램)
- 1997년 3월 8일 : 월요일 ~ 토요일 오전 9시부터 낮 12시까지 토요일 오전 방송 개시
- 1997년 3월 9일 : 일요일 심야 방송 중단
- 1997년 4월 5일 : 식목일 특집의 오전 9시부터 낮 12시까지 공휴일 오전 방송 개시
- 1997년 6월 1일 :  일요일 심야 방송 밤 12시부터 밤 1시까지 재개.
- 1997년 8월 18일 : 광고방송(상업광고방송) 부활 예정.[10]
- 1997년 8월 25일 : EBS 위성 TV, EBS 위성 2TV의 위성교육방송 개국으로 고등학교 대상 교과 프로그램(고1,고2- 내신,고3 - 수능 파이널 실전모의고사)을 EBS 위성으로 이관함, 중학교 대상 교과 프로그램을 EBS 위성 2TV로 이관함, EBS 위성 개국 (재송신 및 재전송 기준 - 월요일 ~ 금요일 밤 10시 30분부터 12시 30분 까지, 현재 EBS 플러스 1 방송대역), EBS 위성 2TV 개국 (재송신 및 재전송 기준 - 월요일 ~ 토요일 오전 9시 ~ 낮 12시, 현재 EBS 플러스 2 방송대역)
- 1997년 8월 31일 : 광고방송(상업광고방송) 실시 준비.[11]
- 1997년 9월 1일 : 평일 오전 방송 25분 축소, 광고방송(상업광고방송) 재실시. 오후 방송시간이 오후 3시 30분으로 변경.[12]
- 1997년 11월 13일 : 수능특강 (지상파 편성에 한함) 방송 종료 (월요일 - 금요일 밤 11시 ~ 12시 30분 까지, 현재 EBS 플러스 1 프로그램)
- 1997년 11월 13일 : 수능특강  생방송《언어영역》(지상파 편성에 한함)방송종료  (토요일 밤 9시 ~ 10시 20분 까지, 현재 EBS 플러스 1 프로그램)
- 1997년 11월 20일 : 《고교필수특강》 (고1,고2- 내신) 방송종료  (월요일 ~ 금요일 밤 10시 30분 ~ 11시 까지, 현재 EBS 플러스 1 프로그램 )
- 1997년 11월 22일 : EBS 위성 1TV 재송신 및 재전송 변경(월요일 ~ 금요일 밤 10시 30분부터 11시 30분, 밤 11시 30분 ~ 12시 30분 까지, 현재 EBS 플러스 1 방송대역)
- 1997년 11월 22일 : EBS 고1특강, 고2특강 재방송 실시 (월요일 ~ 금요일 밤 10시 30분부터 11시 30분, 밤 11시 30분 ~ 12시 30분 까지, 현재 EBS 플러스 1 방송대역)
- 1997년 12월 27일 : EBS 고1특강, 고2특강 재방송 종료 (월요일 ~ 금요일 밤 10시 30분부터 11시 30분, 밤 11시 30분 ~ 12시 30분 까지, 현재 EBS 플러스 1 방송대역)
- 1998년 2월 27일 : EBS 위성 1TV 재송신 및 재전송 종료(월요일 ~ 금요일 밤 10시 30분부터 11시 30분, 밤 11시 30분 ~ 12시 30분 까지, 현재 EBS 플러스 1 방송대역)
- 1998년 3월 2일 : 평일 오전 방송을 낮 12시까지로 환원, 25분 확대
- 1998년 3월 2일 : 수능특강 EBS 위성 1TV 재방송 실시(월요일 ~ 금요일 밤 10시 50분부터 11시 40분, 밤 11시 40분 ~ 익일 오전 12시 30분, 익일 오전 12시 30분부터 1시 까지, 현재 EBS 플러스 1 방송대역)
- 1998년 8월 31일 : 수능특강 EBS 위성 1TV 재방송 변경(월요일 ~ 금요일 밤 10시 50분부터 12시 30분, 익일 새벽 0시 40분부터 1시 10분 까지, 현재 EBS 플러스 1 방송대역)
- 1998년 8월 31일 : 《TV 방송대학》방송시간 변경  (월요일 - 금요일 밤 12시 40분 ~ 새벽 1시 10분, 토요일 밤 12시 30분 ~ 새벽 1시 까지, 일요일 밤 11시 30분 ~ 새벽 1시 까지, 현재 방송대학TV 프로그램)
- 1999년 2월 15일 : 낮 12시부터 오후 3시 30분까지 공휴일 낮 방송 개시
- 1999년 2월 28일 : EBS 위성 2TV 재송신 및 재전송 종료.(월요일 ~ 토요일 오전 9시 ~ 낮 12시, 현재 EBS 플러스 2 방송대역)
- 1999년 3월 1일 : 공휴일 오전 방송 시작 시간을 오전 9시에서 6시로 변경, EBS TV 방송 프로그램 방송 중 상단 오른쪽의 로고 표시 실시.(EBS)
- 1999년 3월 2일 : 평일 오전 방송 시작 시간을 오전 6시로 변경, 평일 오전 방송 2시간 축소, 수능특강 EBS 위성 TV 재방송 변경(월요일 ~ 금요일 밤 11시 20분부터 익일 00시 10분, 익일 00시 20분부터 01시 10분 까지, 현재 EBS 플러스 1 방송대역)
- 1999년 3월 6일 : 토요일 오전 방송 시작 시간이 오전 6시로 변경, 토요일 낮 12시부터 3시 30분까지 토요일 낮 방송 개시.
- 1999년 3월 7일 : 일요일 방송 시작 시간을 오전 6시로 변경.
- 1999년 11월 22일 : 평일 아침 방송 시간을 오전 10시 40분까지로 40분 확대
- 1999년 12월 20일 : 겨울방학 기간 동안 오전 6시부터 11시 25분까지 정규방송 시간 조정
- 1999년 12월 24일 : 금요일 오전 방송을 낮 12시 15분까지로 15분 확대

### 2000년대
- 2000년 2월 28일 :  월요일 ~ 목요일 오전 방송 25분 축소, 수능특강 EBS 위성 TV 재방송 변경(월요일 ~ 금요일 밤 11시 25분부터 12시 15분, 익일 새벽 0시 20분부터 1시 10분 까지, 현재 EBS 플러스 1 방송대역)
- 2000년 3월 3일 :  《방귀대장 뿡뿡이》 방송 개시, 금요일 오전 방송 1시간 15분 축소
- 2000년 6월 22일 : 한국교육방송원이 독립법인 한국교육방송공사로 출범
- 2000년 10월 2일 : 《최고의 요리비결》 방송 개시
- 2000년 10월 7일 : 《희망풍경》, 《모여라 딩동댕》  방송 개시
- 2001년 1월 1일 : 수능특강 EBS 위성 TV 재방송 변경(월요일 ~ 금요일 오후 11시 30분부터 밤 12시 20분, 익일 오전 12시 20분부터 1시 10분 까지, 현재 EBS 플러스 1 방송대역)
- 2001년 4월 2일 : 《굿모닝 실버》, 《몽몽 인형극장》 방송 개시, 평일 오전 방송을 낮 12시까지로 1시간 환원
- 2001년 7월 4일 : 《네모네모 스펀지 송》 방송 개시
- 2001년 8월 25일 : 《희망풍경》 토요일 마지막 방송, 월요일 ~ 화요일로 이동
- 2001년 8월 27일 : 《희망풍경》 월요일 ~ 화요일로 이동 및 오전 6시 20분 방송
- 2001년 11월 5일 : 지상파 디지털 TV 방송 개국
- 2002년 2월 19일 : 《희망풍경》 월요일 ~ 화요일 마지막 방송
- 2002년 3월 1일 :  《EBS 위성 1TV, EBS 위성 2TV》가《EBS 플러스 1, EBS 플러스 2》로 채널명 변경
- 2002년 3월 2일 : 《희망풍경》 토요일로 이동 및 오전 8시 방송
- 2002년 7월 : 수능방송 개시 (EBS TV, EBS 플러스 1)
- 2003년 2월 22일 : 《희망풍경》 토요일 마지막 방송, 금요일로 이동
- 2003년 2월 28일 : 《희망풍경》금요일로 이동 및 오전 6시 40분 방송
- 2003년 8월 29일 : 《EBS 교육문화뉴스》 종영
- 2003년 9월 1일 : 《EBS 현장리포트》 방송 개시
- 2003년 9월 26일 : 《희망풍경》 금요일 마지막 방송, 토요일로 이동
- 2003년 9월 29일 : 《생방송 톡!톡! 보니하니》 방송 개시
- 2003년 10월 4일 : 《희망풍경》토요일로 이동 및 오전 6시 20분 방송
- 2003년 10월 31일 : 수능특강 EBS 플러스 TV 재방송 종료(월요일 ~ 금요일 밤 11시 30분부터 익일 새벽 12시 20분, 익일 새벽 12시 20분부터 1시 10분 까지, 현재 EBS 플러스 1 방송대역)
- 2004년 2월 27일 : 《EBS 현장리포트》 종영
- 2004년 8월 28일 : 《희망풍경》토요일 마지막 방송, 일요일로 이동
- 2004년 9월 5일 : 《희망풍경》일요일로 이동 및 오전 6시 20분 방송
- 2005년 8월 26일 : 《EBS 문화센터》종영
- 2005년 8월 28일 : 《희망풍경》일요일 마지막 방송, 토요일로 이동
- 2005년 9월 10일 : 《희망풍경》토요일로 이동 및 오후 5시 10분 방송
- 2005년 12월 1일 : 낮 12시부터 오후 3시 30분까지 평일 낮 방송 개시
- 2007년 3월 1일 : 《명의》 방송 개시
- 2007년 4월 6일 : 《EBS english》개국
- 2007년 8월 26일 : 《희망풍경》 종영
- 2007년 9월 3일 : EBS의 보도권 복권에 따라 《EBS 정보마당》 방송 개시
- 2008년 2월 24일 : 《EBS 스페이스 공감》주말 마지막 방송, 월요일 ~ 화요일로 이동
- 2008년 2월 25일 : 《EBS 정보마당》에서 《EBS 저녁뉴스》로 개편, 《다큐 프라임》 방송 개시, 《EBS 스페이스 공감》 월요일 ~ 화요일로 이동 및 밤 12시 25분 방송
- 2008년 2월 27일 : 《극한 직업》 방송 개시
- 2008년 3월 2일 : 《희망풍경》 방송재개
- 2008년 4월 3일 : 《원더풀 사이언스》 방송 개시
- 2008년 6월 1일 : 《희망풍경》일요일 마지막 방송, 금요일로 이동
- 2008년 6월 6일 : 《희망풍경》금요일로 이동 및 밤 10시 45분 방송
- 2008년 12월 : IPTV를 통한 EBS TV 실시간 방송 개시
- 2009년 2월 2일 : 《네모네모 스펀지 송》 종영
- 2009년 8월 24일 : 《한국기행》 방송 개시

### 2010년대
- 2010년 2월 21일 : 《바둑교실》 (EBS TV) 마지막 방송
- 2010년 2월 22일 : 《EBS 10시 뉴스》 방송 개시, 《다큐프라임》에서 《EBS 다큐프라임》으로 명칭 변경
- 2010년 2월 28일 : 《교육 초대석》 방송 개시
- 2010년 8월 17일 : 《EBS 스페이스 공감》월요일 ~ 화요일 마지막 방송, 수요일 ~ 목요일로 이동
- 2010년 9월 1일 : 경상북도 울진군 지상파 아날로그 TV 방송 종료, 《EBS 스페이스 공감》수요일 ~ 목요일로 이동 및 밤 12시 45분 방송.
- 2010년 9월 4일 : 《나눔 0700》 방송 개시
- 2010년 10월 6일 : 전라남도 강진군 지상파 아날로그 TV 방송 종료
- 2010년 11월 3일 : 충청북도 단양군 지상파 아날로그 TV 방송 종료
- 2011년 2월 25일 : 《희망풍경》 금요일 마지막 방송, 토요일로 이동
- 2011년 2월 28일 : 《EBS 10시 뉴스》를 《EBS 정오뉴스》로 명칭 변경
- 2011년 3월 4일 : 《교육 초대석》에서 《EBS 초대석》으로 명칭 변경
- 2011년 3월 5일 : 《희망풍경》토요일로 이동 및 오전 7시 방송.
- 2011년 6월 29일 : 제주특별자치도 지상파 아날로그 TV 방송 종료
- 2011년 8월 25일 : 《EBS 스페이스 공감》수요일 ~ 목요일 마지막 방송, 월요일 ~ 화요일로 이동
- 2011년 8월 27일 : 《원더풀 사이언스》 3년 만에 종영, 《희망풍경》 토요일 마지막 방송, 금요일로 이동
- 2011년 8월 29일 : 《EBS 스페이스 공감》월요일 ~ 화요일로 이동 및 새벽 0시 35분 방송.
- 2011년 9월 2일 : 《희망풍경》금요일로 이동 및 오전 11시 30분 방송
- 2012년 2월 21일 : 《EBS 스페이스 공감》월요일 ~ 화요일 마지막 방송 수요일 ~ 목요일로 이동
- 2012년 2월 24일 : 《희망풍경》 금요일 마지막 방송, 화요일로 이동
- 2012년 2월 27일 : 《글로벌 프로젝트 나눔》 방송 개시
- 2012년 2월 28일 : 《희망풍경》화요일로 이동 및 새벽 0시 5분 방송.
- 2012년 2월 29일 : 《EBS 스페이스 공감》수요일 ~ 목요일로 이동 및 새벽 0시 35분 방송.
- 2012년 7월 2일 : 《EBS u》개국
- 2012년 8월 16일 : 울산광역시 지상파 아날로그 TV 방송 종료
- 2012년 10월 2일 : 충청북도 지상파 아날로그 TV 방송 종료
- 2012년 10월 4일 : 경상남도 지상파 아날로그 TV 방송 종료
- 2012년 10월 9일 : 부산광역시 지상파 아날로그 TV 방송 종료
- 2012년 10월 16일 : 대전광역시, 충청남도, 세종특별자치시 지상파 아날로그 TV 방송 종료
- 2012년 10월 23일 : 전라북도 지상파 아날로그 TV 방송 종료
- 2012년 10월 25일 : 강원도 지상파 아날로그 TV 방송 종료
- 2012년 10월 29일 : 평일 정규 방송을 오전 2시 20분까지 확대
- 2012년 10월 30일 : 광주광역시, 전라남도 지상파 아날로그 TV 방송 종료
- 2012년 11월 6일 : 대구광역시, 경상북도 지상파 아날로그 TV 방송 종료
- 2012년 11월 26일 : 정규 방송 시작 시간을 오전 6시에서 오전 5시로 변경
- 2012년 11월 26일 : 월요일 정규방송 5분 축소
- 2012년 11월 27일 : 화요일 정규방송 5분 축소
- 2012년 11월 29일 : 목요일 정규방송 시간을 20분 축소함
- 2012년 12월 31일 : 수도권 지상파 아날로그 TV 방송 종료, 디지털 TV방송 전면 전환
- 2013년 2월 19일 : 《희망풍경》 화요일 마지막 방송, 토요일로 이동
- 2013년 2월 21일 : 《EBS 스페이스 공감》수요일 ~ 목요일 마지막 방송, 목요일로 축소
- 2013년 2월 22일 : 《EBS 초대석》 종영
- 2013년 2월 25일 : 애니메이션 정규 편성 변경 (놀이터 구조대, 뽀잉), 월요일 방송 15분 축소
- 2013년 2월 26일 : 화요일 방송 10분 축소
- 2013년 2월 27일 : 수요일 방송 30분 축소
- 2013년 2월 28일 : 《EBS 스페이스 공감》목요일로 이동 및 밤 0시 5분 방송
- 2013년 3월 2일 : 《희망풍경》 토요일로 이동 및 아침 6시 30분 방송
- 2013년 5월 27일 : 월요일 방송 5분 축소
- 2013년 8월 23일 : 《금요극장》 폐지
- 2013년 8월 27일 : 《장수의 비밀》 방송 개시
- 2013년 8월 28일 : 《EBS 초대석》 방송재개
- 2013년 8월 27일 : 화요일 방송을 새벽 2시 40분까지 확대
- 2013년 8월 29일 : 목요일 방송 10분 축소
- 2013년 10월 16일 : 지상파 디지털 TV 방송 주파수 재배치
- 2014년 2월 24일 : 《EBS 문화센터》부활
- 2014년 2월 25일 : 화요일 방송 20분 축소
- 2014년 2월 26일 : 수요일 방송 10분 축소
- 2014년 2월 27일 : 목요일 방송 5분 축소
- 2014년 2월 28일 : 금요일 방송을 오전 2시 15분까지 확대
- 2014년 3월 3일 : 《다큐 오늘》 방송 개시
- 2014년 5월 20일 : 《EBS 문화센터》종영
- 2014년 9월 1일 : 월요일 방송 25분 축소
- 2014년 9월 2일 : 화요일 방송을 새벽 3시까지 확대
- 2014년 9월 3일 : 수요일 방송을 새벽 2시 10분까지 확대
- 2014년 9월 4일 : 목요일 방송을 새벽 2시까지 확대
- 2014년 9월 5일 : 금요일 방송을 새벽 2시 45분까지 확대
- 2015년 2월 11일 : EBS 2TV 개국으로 채널명을 EBS 1TV로 변경.[13]
- 2015년 3월 2일 : 월요일 방송을 새벽 5시부터 밤 1시 55분 확대, 《토크쇼 부모 - 고수다》 방송 개시
- 2015년 3월 3일 : 《토크쇼 부모 - 놀라운 데이터》 방송 개시.
- 2015년 3월 4일 : 《토크쇼 부모 - 그녀의 품격》, 《사선에서》 방송 개시
- 2015년 3월 6일 : 금요일 방송 15분 축소
- 2015년 3월 7일 : 《한 컷의 과학》 방송 개시
- 2015년 3월 8일 :  일요일 방송을 오전 2시까지 확대
- 2015년 3월 26일 : 《청춘! 세계도전기》, 《글로벌 가족정착기 - 한국에 산다》 방송 개시
- 2015년 4월 16일 : 《돌진! 슈퍼가정부와 위험한 동네》 방송 개시
- 2015년 4월 17일 : 《두근두근 학교에 가면》 방송 개시
- 2015년 5월 1일 : 《한글이 야호 2》 방송 개시
- 2015년 8월 31일 : 《코코코 다코》 방송 개시
- 2015년 9월 2일 : 《글로벌 아빠 찾아 삼만리》 방송 개시
- 2015년 9월 3일 : 《갤럭시 프로젝트》 방송 개시
- 2015년 9월 4일 : 《세상에 나쁜 개는 없다》 방송 개시
- 2015년 9월 4일 : 금요일 방송을 새벽 1시 45분까지 확대
- 2015년 11월 7일 : 《세계견문록 아틀라스》 종영
- 2016년 2월 27일 : 《장학퀴즈》 종영
- 2016년 2월 29일 : 《라이브 토크 부모》 방송 개시
- 2016년 3월 4일 : 《안전 블랙박스》, 《아버지의 귀환》 방송 개시, 금요일 방송 10분 축소
- 2016년 3월 5일 : 《통일의 길》 부활
- 2016년 3월 10일 : 《건강 프로젝트 - 바꾸면 산다》 방송 개시
- 2016년 4월 16일 : 《장학퀴즈-학교에 가다》 방송 개시
- 2016년 8월 27일 : EBS 국제다큐영화제 방송을 오전 2시 5분까지 확대
- 2016년 9월 3일 : 토요일 방송을 오전 2시 10분까지 확대
- 2017년 2월 24일 : 《다큐 오늘》 3년만에 종영
- 2017년 2월 24일 : 《고전영화극장》 폐지
- 2017년 2월 27일 : 월요일 방송을 새벽 5시부터 새벽 1시 40분까지 축소
- 2017년 2월 28일 : 화요일 방송을 오전 2시 30분까지 확대
- 2017년 3월 1일 : 수요일 방송을 새벽 5시부터 새벽 1시 25분까지 축소
- 2017년 3월 2일 : 《금쪽같은 내 새끼랑》 방송 개시
- 2017년 3월 2일 : 목요일 방송을 오전 2시 20분까지 확대
- 2017년 3월 3일 : 금요일 방송을 오전 2시 25분까지 확대
- 2017년 3월 4일 : 토요일 방송을 새벽 3시로 50분 확대
- 2017년 3월 5일 : 일요일 방송을 오전 2시 25분까지 확대
- 2017년 3월 10일 : 《하나뿐인 지구》 종영
- 2017년 3월 17일 : 《다큐 시선》, 《성난 물고기》 방송 개시
- 2017년 3월 27일 : 《까칠남녀》 방송 개시
- 2017년 4월 24일 : 《엄마를 찾지마》 방송 개시
- 2017년 4월 29일 : 토요일 방송을 오전 3시 5분까지 확대
- 2017년 4월 30일 : 《이것이 야생이다》 방송 개시
- 2017년 4월 30일 : 일요일 방송 30분 축소
- 2017년 5월 11일 : 《과학다큐 비욘드》 방송 개시
- 2017년 5월 29일 : 애니메이션 정규 편성 변경 (플라워링 하트 2, 뽀롱뽀롱 뽀로로 NEW1)
- 2017년 7월 24일 : 우면동, 도곡동 시대를 마감하고 신청사 이전(서울특별시 서초구 우면동 및 서울특별시 강남구 도곡동 → 경기도 고양시 일산동구 장항동 한류월드 신사옥 이전)
- 2017년 7월 31일 : 우면동, 도곡동 사옥 시대 정비기간 마감
- 2017년 8월 1일 : 경기도 고양시 일산동구 장항1동 신사옥에서 EBS 정오뉴스, EBS 저녁뉴스 방송을 전파로 송출
- 2017년 8월 7일 : 우면동, 도곡동 시대를 마감하고 방송국 신청사 이전 준공(서울특별시 서초구 우면동 및 서울특별시 강남구 도곡동 → 경기도 고양시 일산동구 장항동 한류월드 신사옥 이전 준공)
- 2017년 8월 17일 : 《금쪽같은 내 새끼랑》 종영
- 2017년 8월 28일 : 《다큐 오늘》 방송 재개
- 2017년 8월 30일 : 《미래강연Q》 방송 개시
- 2017년 8월 30일 : 수요일 방송을 새벽 5시부터 새벽 1시 20분까지로 축소
- 2017년 8월 31일 : 《아줌마 고민 상담소 - 수상한 철학관》방송 개시
- 2017년 9월 1일 : 매직 아이스크림 트럭 방송 채널 및 방송 시간대 변경
- 2017년 9월 21일 : 《아줌마 고민 상담소 - 수상한 철학관》종영
- 2017년 10월 7일 : 추석 방송을 55분 축소
- 2017년 10월 14일 : 토요일 방송을 새벽 2시 35분까지 25분 확대, 《우리만 이런가》 방송 개시
- 2017년 10월 22일 : 일요일 방송을 새벽 3시 5분까지 30분 확대
- 2017년 10월 26일 : 《불량 시니어 클럽》 방송 개시
- 2017년 11월 16일 : 《불량 시니어 클럽》 종영
- 2018년 1월 1일 : 《EBS KIDS》 개국
- 2018년 2월 5일 : 《까칠남녀》 종영
- 2018년 2월 19일 : 《엄마를 찾지마》 종영
- 2018년 2월 21일 : 《EBS 초대석》 수요일 마지막 방송, 일요일로 이동
- 2018년 3월 4일 : 《EBS 초대석》오전 10시 30분 방송
- 2018년 8월 26일 : 《EBS 초대석》 일요일 마지막 방송, 수요일로 이동
- 2018년 8월 29일 : 《EBS 초대석》 밤 11시 55분 방송
- 2018년 9월 11일 : 《조식포함 아파트》화요일 22:45 방영 시작
- 2018년 11월 27일 : 《조식포함 아파트》종영
- 2019년 4월 5일 : 《사건 브리핑 - 안전상황실》방송 개시
- 2019년 4월 30일 : 《건축탐구 - 집》방송 개시
- 2019년 8월 15일 : 《EBS 스페이스 공감》목요일 마지막 방송, 금요일로 이동
- 2019년 8월 23일 : 《사건 브리핑 - 안전상황실》종영
- 2019년 8월 29일 : 《말을 걸어볼까? 동남아 살아보기》방송 개시
- 2019년 8월 30일 : 《EBS 스페이스 공감》밤 11시 35분 방송
- 2019년 9월 22일 : 《직장탐구 팀》방송 개시
- 2019년 9월 23일 : 《별일 없이 산다》방송 개시
- 2019년 9월 26일 : 《발견의 기쁨, 동네 책방》방송 개시

### 2020년대
- 2020년 2월 17일 : 《별일 없이 산다》 종영.
- 2020년 2월 20일 : 《발견의 기쁨, 동네 책방》종영
- 2020년 3월 1일 : 코로나19 범유행으로 인해 1학기 온라인 클래스 학교 온라인 수업 진행.
- 2020년 4월 27일 : 《또깨비 가족》, 《해요와 해요》,  《핫도그랑 만들어 볼까요》, 《돈이 되는 토크쇼 - 머니톡》 방송 개시
- 2020년 5월 18일 : 《EBS 비즈니스 리뷰》방송 개시
- 2020년 8월 26일 : 사회적 거리두기 2단계 확대. 코로나19 범유행으로 인해 2학기 온라인 클래스 학교 온라인 수업 진행.
- 2020년 10월 19일 : 《돈이 되는 토크쇼 - 머니톡》 종영.
- 2020년 11월 26일 ~ 2020년 12월 4일 : 온라인 클래스 진행.
- 2020년 12월 28일 : 《바닷가 사람들》 신설.
- 2021년 2월 15일 : 《바닷가 사람들》 월요일 마지막 방송. 수요일로 이동
- 2021년 3월 26일 : 《생방송 톡!톡! 보니하니》 종영.
- 2021년 3월 29일 : EBS 봄 개편 프로그램 및 애니메이션 특급 편성.《생방송 방과 후 듄듄》 방송 개시.
- 2021년 3월 31일 : 《역사놀이패 아리아리》방송 개시,《바닷가 사람들》 수요일 밤 22시 45분 방송.
- 2021년 4월 2일 : 《EBS 부모》 방송 개시.
- 2021년 4월 5일 : 《EBS 정오뉴스》를 《EBS 글로벌뉴스》로 명칭 변경
- 2021년 5월 13일 : 전국, 수도권 LG 헬로비전 채널 개편으로 14번으로 이동.
- 2021년 6월 23일 : 《바닷가 사람들》 종영.
- 2021년 7월 1일 :  EBS 1TV의 채널 및 KBS 2TV와 MBC TV 및 SBS TV 4개만 지상파 중간광고 허용.[14]
- 2021년 8월 30일 : EBS 가을 개편 프로그램 및 애니메이션 특급 편성,  《위대한 수업, 그레이트 마인즈》 방송 개시.
- 2021년 9월 15일 : 《바닷가 사람들》 부활.
- 2021년 9월 22일 : 《역사놀이패 아리아리》종영.
- 2021년 10월 1일 : 《생방송 방과 후 듄듄》 종영.
- 2021년 10월 4일 : 《생방송 뭐든지 해결단》 방송 개시.
- 2021년 10월 14일 : 《빅데이》 방송 개시.
- 2021년 11월 4일 : 《빅데이》 종영.
- 2021년 11월 17일 : 《문해력 유치원》방송 개시.
- 2022년 2월 9일 : 《문해력 유치원》 종영.
- 2022년 2월 25일 : 《EBS 부모》 종영.
- 2022년 2월 28일 : 《EBS 글로벌뉴스》를 《EBS 뉴스 12》로 명칭 변경, EBS 봄 개편 프로그램 및 애니메이션 특급 편성.
- 2022년 3월 4일 : 《부모 클래스》 방송 개시.
- 2022년 3월 14일 : 《당신의 활력 충전소》 방송 개시.
- 2022년 8월 22일 : 《당신의 활력 충전소》 종영.
- 2022년 9월 1일 : 《EBS 교육진단》 방송 개시.
- 2022년 11월 7일 : 《나를 위한 매일 수업》 방송 개시.
- 2022년 11월 9일 : 《인간과 바다》 방송 개시.
- 2022년 2월 24일 : 《생방송 뭐든지 해결단》 종영.
- 2023년 2월 27일 : EBS 봄 개편 프로그램 및 애니메이션 특급 편성.
- 2023년 2월 27일 : 평일 저녁 6시 ~ 7시에서 평일 저녁 6시 ~ 6시 30분으로 시간 변경.
- 2023년 4월 8일 : 《숲이 그린 집》 방영 개시.
- 2023년 4월 9일 : 《오구오구 내 새끼》방영 개시.
- 2023년 4월 17일 : 《인물사담회》, 《고향민국》 방영 개시.
- 2023년 7월 31일 : 《인물사담회》 종영.
- 2023년 8월 19일 : 《숲이 그린 집》 종영.
- 2023년 11월 16일 : EBS 1TV, UHD로 개국
- 2024년 5월 6일 :《PD로그》 방영 개시
- 2024년 7월 28일 : 《장학퀴즈》 51년 최장수로 완전 종영.
- 2024년 10월 4일 : 《취미는 과학》방영 개시
- 2025년 4월 9일 : 《서장훈의 이웃집 백만장자》방영 개시

## 프로그램

#### 뉴스
- EBS 뉴스 12
- EBS 뉴스

#### 영화
- 다큐시네마
- 금요극장
- 세계의 명화
- 일요시네마
- 한국영화특선

#### 드라마
- 안전초코 핫초코
- 지구 영웅 번개맨
- 뉴하트

#### 오락 · 음악
- EBS 스페이스 공감

#### 유아 · 어린이
- 딩동댕 딩동댕
  - 한글용사 아이야
  - 최고다! 호기심딱지
- 모여라 딩동댕
- 자이언트 펭TV
- 처음 타요 - 씽씽씽
- 왔다! 내 손주
- 수상한 방송국

#### 요리
- 최고의 요리 비결

#### 다큐
- 다큐멘터리 K
- PD로그
- 다큐영화 길 위의 인생
- 세계테마기행
- 한국기행
- EBS 다큐프라임
- 극한 직업
- 한국의 둘레길
- 명의
- 글로벌 특선다큐
- 글로벌 아빠 찾아 삼만리

#### 교양 · 교육
- EBS 평생학교
- 곽준빈의 세계 기사식당
- 사내수공업 가수 - 다비드 봉
- 서장훈의 이웃집 백만장자
- 고향민국
- 위대한 수업, 그레이트 마인즈
- EBS 비즈니스 리뷰
- 지식채널e
- 건축탐구 - 집
- 세상을 비집고 해외 원정대
- EBS 초대석
- 세상에 나쁜 개는 없다
- 나눔 0700
- 취미는 과학

#### 애니메이션
- 정글에서 살아남기: 마루의 어드벤처
- 미라큘러스: 레이디버그와 블랙캣
- 고고 다이노 해양구조대
- 레전드히어로 삼국전
- 도레미 프렌즈
- 다이노스터
- 모두 함께 부스누! BS FUJI
- 무지개 강아지 딜런의 모험 (Muzi의 10주년 애니메이션), (후토스의 15주년 애니메이션)
- 메탈카드봇S 강철의 귀환
- 슈퍼윙스 슈퍼콤보
- 마샤와 곰
- 강철소방대 파이어로보
- 꼬마버스 타요
- 출동! 파이어로보
- 레인보우 버블젬 2 - 시크릿
- 하프와 친구들 시즌2
- 최강경찰 미니특공대
- 레인보우 루비
- 허풍선이 미술쇼
- 몬카트
- 꼬마버스 타요 시즌7
- 꿈의왕국: 소피 루비
- 드래곤 길들이기-아홉 왕국의 전설
- 블록스 (Tailsa의 20주년 기념작 애니메이션)
- 타타와 쿠마
- 내 친구 코리리

#### 영어
- 왕초보 영어
- 웃기는 처음 영어

## 방송 시간
|                            | 01 | 02 | 03 | 04 | 05 | 06 | 07 | 08 | 09 | 10 | 11 | 12 | 13 | 14 | 15 | 16 | 17 | 18 | 19 | 20 | 21 | 22 | 23 | 24 | 비고 |
| -------------------------- | -- | -- | -- | -- | -- | -- | -- | -- | -- | -- | -- | -- | -- | -- | -- | -- | -- | -- | -- | -- | -- | -- | -- | -- | ---- |
| 월요일                     | ●  | ●  | ○  | ○  | ●  | ●  | ●  | ●  | ●  | ●  | ●  | ●  | ●  | ●  | ●  | ●  | ●  | ●  | ●  | ●  | ●  | ●  | ●  | ●  |      |
| 화요일                     | ●  | ●  | ○  | ○  | ●  | ●  | ●  | ●  | ●  | ●  | ●  | ●  | ●  | ●  | ●  | ●  | ●  | ●  | ●  | ●  | ●  | ●  | ●  | ●  |      |
| 수요일                     | ●  | ●  | ○  | ○  | ●  | ●  | ●  | ●  | ●  | ●  | ●  | ●  | ●  | ●  | ●  | ●  | ●  | ●  | ●  | ●  | ●  | ●  | ●  | ●  |      |
| 목요일                     | ●  | ●  | ○  | ○  | ●  | ●  | ●  | ●  | ●  | ●  | ●  | ●  | ●  | ●  | ●  | ●  | ●  | ●  | ●  | ●  | ●  | ●  | ●  | ●  |      |
| 금요일                     | ●  | ●  | ○  | ○  | ●  | ●  | ●  | ●  | ●  | ●  | ●  | ●  | ●  | ●  | ●  | ●  | ●  | ●  | ●  | ●  | ●  | ●  | ●  | ●  |      |
| 토요일                     | ●  | ●  | ○  | ○  | ●  | ●  | ●  | ●  | ●  | ●  | ●  | ●  | ●  | ●  | ●  | ●  | ●  | ●  | ●  | ●  | ●  | ●  | ●  | ●  |      |
| 일요일                     | ●  | ●  | ○  | ○  | ●  | ●  | ●  | ●  | ●  | ●  | ●  | ●  | ●  | ●  | ●  | ●  | ●  | ●  | ●  | ●  | ●  | ●  | ●  | ●  |      |
| ● 방송중, ○ 방송종료(정파) |    |    |    |    |    |    |    |    |    |    |    |    |    |    |    |    |    |    |    |    |    |    |    |    |      |

## 참고 사항
- 매년 10월 9일 한글날에 맞아 교육방송 1 이라고 한글로 표시했다.
- 매년 12월 31일 제야의 종 행사에 방영을 하지 않는다.

### 기본
- 광고주만 나열하는 것이 특징이고 광고방송(상업광고방송)을 내보내고 공익광고방송까지 포함이 되어 있다.[15]

## 방송 문구 변천사

### 현재
- 이 프로그램은 www.ebs.co.kr과 모바일 앱 ebs play을 통해서 다시보실 수 있습니다. (2017년 ~ 현재)

- 다시보기 | www.ebs.co.kr 모바일 앱 ebs play[16] (2021년 8월 30일 ~ 현재)

- 이 프로그램은 간접 및 가상 중간광고를 포함하고 있습니다. (2021년 7월 1일 ~ 현재)

- 이 프로그램은 www.primary.ebs.co.kr과 EBS 초등 모바일 앱을 통해 다시보실 수 있습니다 (2019년 ~ 현재)

- 이 프로그램은 www.ebse.co.kr와 ebse 모바일 앱을 통해 다시보실 수 있습니다. (2017년 ~ 현재)
- 이 프로그램은 www.ebs.co.kr 이솦을 통해서 다시보실 수 있습니다. (2019년 ~ 현재)
- EBS는 방송통신심의위원회의 심의규정을 준수합니다. (1990년 ~ 현재)
- 다음 이 시간에, 다음 시간에 (1990년 ~ 현재)
- 다음 시간에 만나요 (2000년 ~ 2013년, 2020년 ~ 현재)
- 또 만나!, 지금까지 사랑해주셔서 감사합니다! (2010년 ~ 현재)
- 제작지원 방송통신위원회 방송발전기금 (2009년 ~ 현재)
- 제작지원 교육부, 전국 16개 교육청 (2020년 ~ 현재)
- 아래에 주요 방송 문구로 청각장애인을 위한 자막방송, 시청각장애인을 위한 자막방송, 화면해설방송, 시각장애인을 위한 수어방송이 있습니다.(2005년 ~ 2017년 ~ 현재)

### 종료
- 이 프로그램은 www.ebs.co.kr에서 다시보실 수 있습니다. (2006년 ~ 2009년 12월 30일 ~ 2016년)
- 이 프로그램은 간접 및 가상 광고를 포함하고 있습니다. (2011년 ~ 2021년 6월 30일)
- 이 프로그램은 http://primary.ebs.co.kr을 통해 다시보실 수 있습니다. (2015년 ~ 2016년)
- 이 프로그램은 www.ebse.co.kr을 통해 다시보실 수 있습니다 (2013년 ~ 2017년)
- 내일 이 시간에 (1998년 ~ 2001년)
- 제작지원 미래창조과학부 방송발전기금 (2016년 ~ 2017년)
- EBS에는 다음에도 재미있는 채널이 오겠습니다.(2017년 3월 4일 ~ 2020년 2월)
- 다음 영상은 EBS 2TV에서 엄청나게 볼 수도 있습니다.(2013년 ~ 2016년)

## 같이 보기
- KBS 1TV
- KBS 2TV
- EBS 2TV